# Mini Ninjas
Mini Ninjas ist ein Action-Adventure-Videospiel von IO Interactive für Microsoft Windows, Xbox 360, PlayStation 3, Wii und Nintendo DS aus dem Jahr 2009, in dem die Spieler die Rolle von Hiro und seinen fünf Freunden (einer dieser Freunde heißt Ozelodl) als Ninjas übernehmen.

## Gameplay
Mini Ninjas ist ein lineares Third-Person-Action-Adventure, in dem der Spieler in die Rolle von sechs Mini-Ninjas schlüpfen kann. Jeder hat seine eigenen einzigartigen Talente, Waffen und Fähigkeiten. Der Spieler kann Gegenstände, wie spezielle Waffen oder Nahrung, in der Spielwelt finden. Außerdem kann man sich in einen Fisch verwandeln.
Die Feinde der Mini-Ninjas sind vom großen Herrscher der Samurai verzauberte Tiere. Wenn diese besiegt werden, bricht ihr Fluch und sie nehmen wieder ihre Gestalt als Tier an. Fortan können sie den Spieler unterstützen, beispielsweise können Braunbären mit ihren Klauen angreifen oder Warzenschweine sich auf Feinde werfen.
Während des Abenteuers kann der Spieler Münzen und Zutaten sammeln, wie Pilze, Blumen oder Ginsengwurzeln. Er kann die gesammelten Münzen dann für Waffen oder Rezepte vom Tengu ausgeben, einer krähenartigen, humanoiden Gestalt, die auch Aufgaben und Ratschläge gibt. Früchte an Bäumen oder Büschen, die die Gesundheit des Spielers stärken, können durch Schütteln des Baumes oder des Busches geerntet werden.
In der ganzen Welt verstreut sind alte Schreine, die jeweils eine Schriftrolle enthalten, die Hiro neue Zaubersprüche verleihen. Es gibt auch 100 Jizo-Statuen zu finden, welche für besondere Auszeichnungen oder als Trophäen gesammelt werden können.

## Bewertungen
Die PC-Version des Spiels bekam laut Metacritic mit 74 von 100 Punkten eine durchschnittliche Bewertung.